# Erlauf
Erlauf es un municipio situado en el distrito de Melk, en el estado de Baja Austria, Austria. Tiene una población estimada, a inicios de 2024, de 1139 habitantes.
Está ubicado a orillas del río homónimo, un afluente del Danubio, y al oeste de Viena.